# Pythonbrug
De Pythonbrug (brugnummer 1998) is een gegeven naam voor een vaste voetbrug in Amsterdam-Oost. De officiële naam van de brug is Hoge brug. Vierhonderd meter naar het westen ligt (immers) de Lage brug (brug 1997). De Hoge brug/Pythonbrug sluit aan op een zuidelijker gelegen brug op het Borneo-eiland: de Korte brug (brug 1999). Bruggen 1997, 1998 en 1999 worden tezamen ook wel de Borneobruggen genoemd. 
De Pythonbrug is gespannen over het Spoorwegbassin in het Oostelijk Havengebied en verbindt de Panamakade op het schiereiland Sporenburg met de Stuurmankade op het Borneo-eiland. De brug werd in 2001 opgeleverd.
De naam verwijst naar de opvallende golvende vorm, als een voortbewegende python. De brug werd aanvankelijk ook wel Anaconda-, Salamander of Dinosaurusbrug genoemd. De felrode brug overspant het 93 meter Spoorwegbassin en werd ontworpen door Adriaan Geuze van het architectenbureau West 8 dat ook woningen in de buurt heeft ontworpen. Onder water kruist de Piet Heintunnel zowel de Lage als Hoge brug.
De brug werd in 2002 onderscheiden met de International Foot Bridge Award. Ook staat zij in de lijst van 18 mooiste bruggen ter wereld, uitgegeven door Architectural Digest 2019. Zij heeft door de kronkelingen een langere lengte dan 93 meter en een maximale doorvaarthoogte van 9,5 meter. Het hoogtepunt kan dienen als plek van uitzicht of voor de jeugd: springplank. De brug werd ontworpen door West 8, het architectenbureau van Adriaan Geuze. De brug rust op twee landhoofden weggewerkt in de kades; verder rust ze op twee betonnen voeten. Het is een zogenaamde tralieliggerbrug. De overspanning wordt gedragen door stalen T-profielen bijeengehouden door kruisverbanden. Daarop zijn de plankiers gelegd. Ook de lantaarns zijn kunstzinnig uitgevoerd; ze moeten je laten denken aan staande lange vogels die op een brugleuning staan. Bijzonder is dat de balustrades/leuningen aan het begin naar binnen staan, vervolgens naar buiten wijken en daarna weer naar binnenstaand eindigen.
De brug is alleen geschikt voor voetgangers. Rolstoelgangers, mensen slecht ter been, mensen met hoogtevrees en fietsers moeten uitwijken naar de Lage brug. 

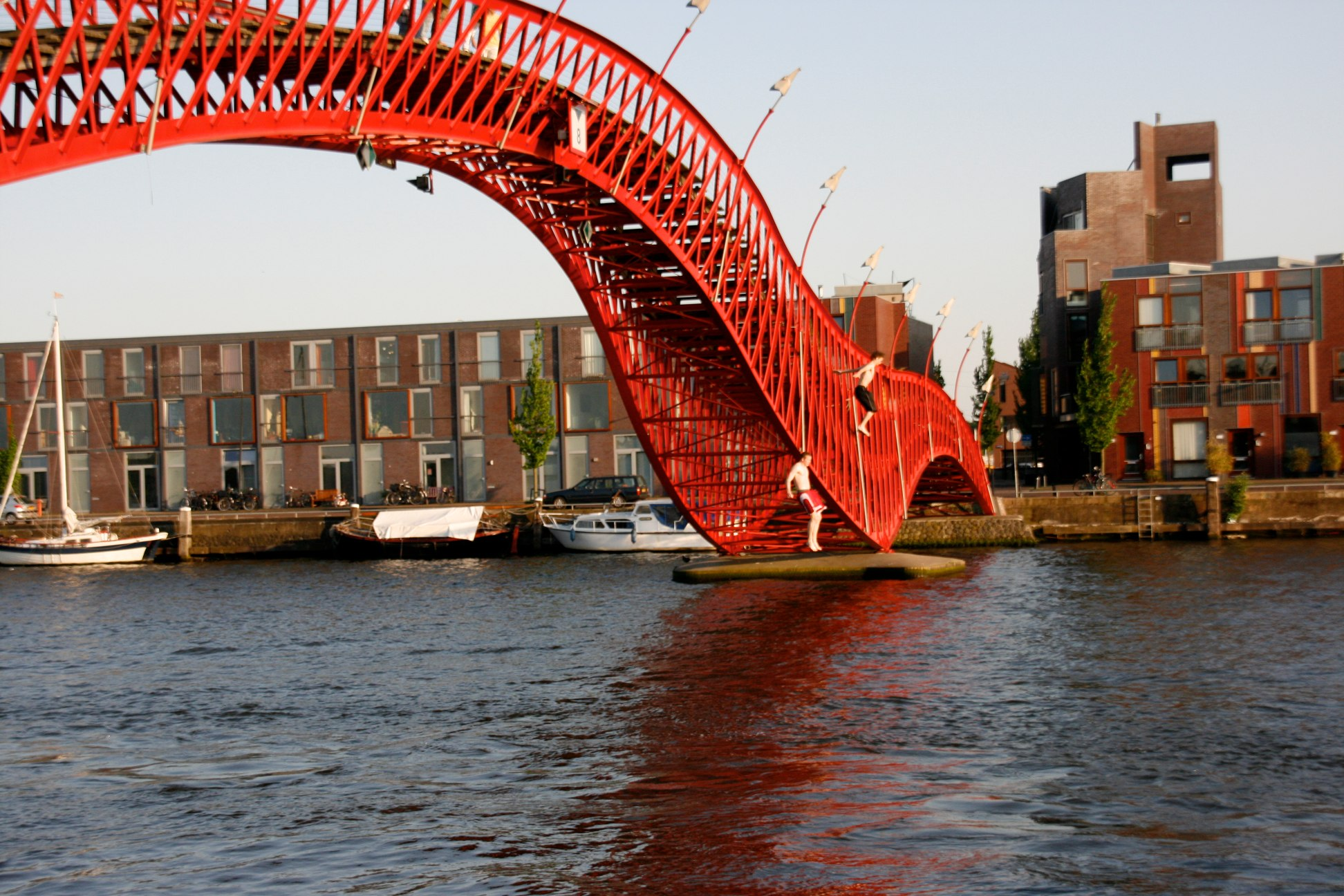
De Pythonbrug van dichtbij, met springers

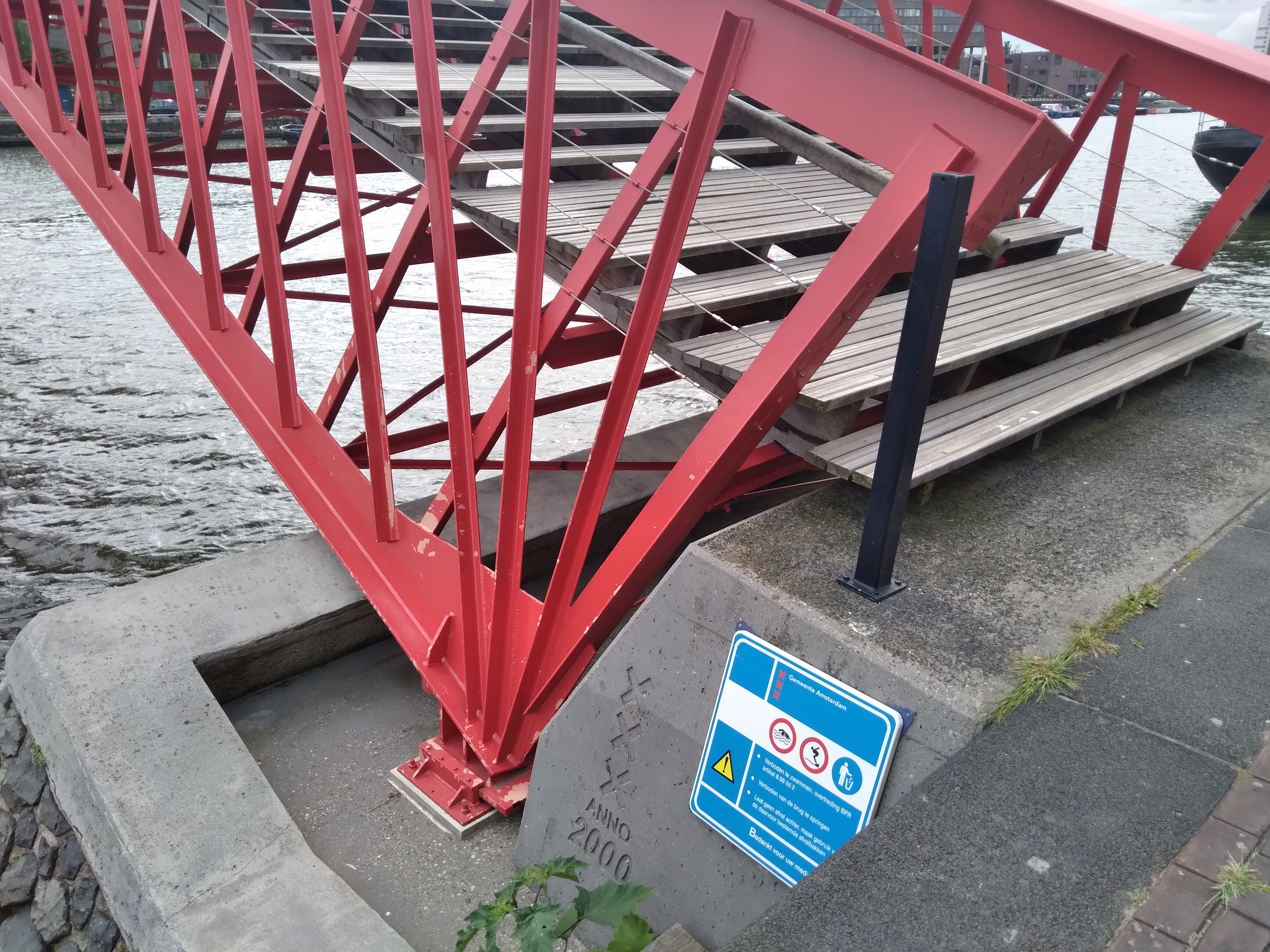
Trappen van Pythonbrug (augustus 2021)

<<< · 1900 · 1901 · 1902 · 1904 · 1906 · 1907 · 1908 · 1909 · 1910 · 1911 · 1913 · 1914 · 1915 · 1916 · 1917 · 1919 · 1920 · 1922 · 1923 · 1925 · 1927 · 1929 · 1930 · 1931 · 1932 · 1933 · 1935 · 1936 · 1937 · 1938 · 1939 · 1940 · 1941 · 1942 · 1944 · 1945 · 1946 · 1947 · 1948 · 1949 · 1950 · 1951 · 1952 · 1953 · 1954 · 1955 · 1956 · 1957 · 1958 · 1959 · 1960 · 1961 · 1962 · 1963 · 1964 · 1965 · 1966 · 1967 · 1968 · 1969 · 1970 · 1971 · 1972 · 1973 · 1974 · 1975 · 1976 · 1977 · 1978 · 1979 · 1980 · 1981 · 1982 · 1983 · 1984 · 1985 · 1986 · 1987 · 1988 · 1989 · 1990 · 1991 · 1992 · 1993 · 1994 · 1995 · 1996 · 1997 · 1998 · 1999 · >>>
Brugnummers 1903, 1905, 1912, 1918, 1921, 1924, 1926, 1928, 1934, 1943 zijn niet (meer) in gebruik (januari 2021)